# Mimivirus

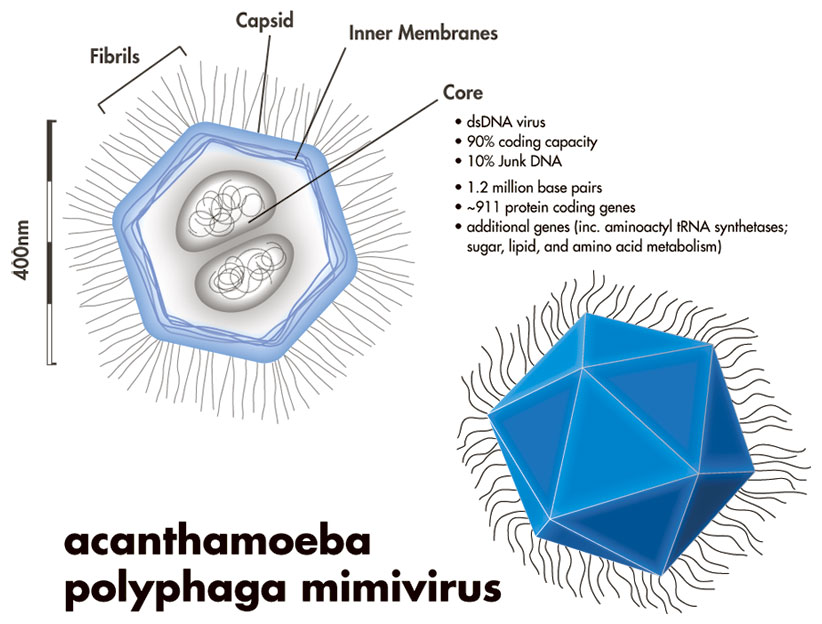
Mimivirus

Mimivirus – największy znany dwuniciowy wirus DNA,
którego kapsyd, będący dwudziestościanem foremnym, ma średnicę dochodzącą do 400 nm. Zsekwencjonowanie w 2004 roku ujawniło, że posiada wyjątkowo duży jak na wirusa genom (1 181 404 par zasad) z 1258 genami.
Został odkryty w 1992 roku w Wielkiej Brytanii w wodzie przemysłowej wieży chłodniczej w Bradford przez Timothy'ego Rowbothama, który początkowo błędne sklasyfikował go do bakterii, nadając mu nazwę „Bradfordcoccus”. Jednakże w 2003 został zidentyfikowany jako wirus przez badaczy z Université de la Méditerranée w Marsylii. Sam wirus został znaleziony we wnętrzu Acanthamoeba polyphaga podczas badań nad legionellozą.
Poza niezwykłymi rozmiarami, charakteryzuje się on posiadaniem, po raz pierwszy stwierdzonych u wirusów, homologów wielu genów organizmów wielokomórkowych. Fakty te stały się powodem nowych rozważań dotyczących pochodzenia wirusów i roli jaką odegrały one przy powstawaniu komórek eukariotycznych. Wykazano bowiem, że posiada on m.in. geny kodujące centralne elementy systemu translacji białek, które wcześniej znane były jedynie u organizmów eukariotycznych oraz unikalne cechy cyklu replikacji.